# Scheiu de Sus, Dâmbovița
Scheiu de Sus este un sat în comuna Ludești din județul Dâmbovița, Muntenia, România.
 Acest articol despre o localitate din județul Dâmbovița este deocamdată un ciot. Puteți ajuta Wikipedia prin completarea lui.